# 73079 Davidbaltimore
73079 Davidbaltimore è un asteroide della fascia principale. Scoperto nel 2002, presenta un'orbita caratterizzata da un semiasse maggiore pari a 2,3263735 UA e da un'eccentricità di 0,1853455, inclinata di 24,14380° rispetto all'eclittica.
L'asteroide è dedicato al biologo statunitense David Baltimore.